# 益茂証券
益茂証券（ますもしょうけん）は、福井県を地盤とする証券会社である。

## 会社概要
- 創業―明治6年(1873年)
- 創立―昭和20年(1945年)1月
- 本社―福井県福井市中央3丁目5-1
- 支店―福井県3店舗（大野、鯖江、三国）、石川県1店舗（小松）
- 提携先―岡三証券グループ
- 主要取引銀行―福井銀行、北陸銀行、北國銀行、福邦銀行

## 業務内容
- 有価証券の売買
- 有価証券の売買の媒介、取次および代理
- 有価証券の募集および売り出しの取扱い、累積投資業務に係る代理業務
- その他証券に関する業務
- 生命保険募集業務
- 有価証券の元引受業務

## その他
- 2005年3月末現在の自己資本規制比率は513.6%。証券取引法の維持義務規定は120%。
- 2005年12月8日、全額出資の子会社「益茂ベンチャーキャピタル」を設立した。上場意欲のあるベンチャー企業に対して最大で3億円程度の投資を行う。